# Sumter (Carolina do Sul)
Sumter é uma cidade localizada no estado norte-americano da Carolina do Sul, no Condado de Sumter.

## Demografia
Segundo o censo norte-americano de 2000, a sua população era de 39.643 habitantes.
Em 2006, foi estimada uma população de 39.159, um decréscimo de 484 (-1.2%).

## Geografia
De acordo com o United States Census Bureau tem uma área de
69,3 km², dos quais 68,9 km² cobertos por terra e 0,4 km² cobertos por água.

## Localidades na vizinhança
O diagrama seguinte representa as localidades num raio de 8 km ao redor de Sumter.